# Neoempheria winnertzi
Neoempheria winnertzi är en tvåvingeart som beskrevs av Edwards 1913. Neoempheria winnertzi ingår i släktet Neoempheria och familjen svampmyggor. Arten har ej påträffats i Sverige. Inga underarter finns listade i Catalogue of Life.